# Забайкальськ (станція)
Забайкальськ — залізнична станція Читинського регіону на Південному ході Забайкальської залізниці за 6660 км від Москви . 
Транзитна прикордонна станція. Міжнародний залізничний пункт пропуску «Забайкальськ» Прикордонного управління ФСБ Росії по Бурятії і Забайкальському краю.
Розташована в селищі міського типу Забайкальськ, адміністративному центрі Забайкальського району Забайкальського краю.

## Далеке сполучення по станції
Станом на грудень 2017 року через станцію проходять такі поїзди далекого прямування:
| № поїзда       | Маршрут руху              | № потяга       | Маршрут руху              |
| -------------- | ------------------------- | -------------- | ------------------------- |
| 19 "Схід"      | Пекін — Москва            | 20 "Схід"      | Москва — Пекін            |
| 319            | Пекін — Чита              | 320            | Чита — Пекін              |
| 321 "Баргузин" | Забайкальськ — Іркутськ   | 322 "Баргузин" | Іркутськ — Забайкальськ   |
| 653            | Забайкальськ — Маньчжоулі | 654            | Маньчжоулі — Забайкальськ |
| 683            | Забайкальськ — Борзя      | 684            | Борзя — Забайкальськ      |

Приміське сполучення по лінії Тарська — Забайкальськ на ділянці Ясна — Забайкальськ відсутнє.